# A Vida de Jesus Cristo
A Vida de Jesus Cristo è un film brasiliano del 1971 diretto da José Regattieri e basato sul Vangelo secondo Giovanni. Fu il quarto film più visto quell'anno in Brasile, con 1 390 903 spettatori.

## Trama
Il film illustra la storia di Gesù Cristo, seguendo fedelmente i racconti presenti nel Nuovo Testamento della Bibbia, in particolare il Vangelo di Giovanni.

## Produzione
Il film fu diretto da José Regattieri, ex-seminarista autore di uno spettacolo teatrale all'aperto sulla vita di Cristo. Fu prodotto da William Cobbett e dallo stesso Regattieri. La pellicola fu realizzata con un basso budget e il cast fu composto prevalentemente da attori non professionisti e con la partecipazione della nota attrice Fernanda Montenegro, che diede volto alla Samaritana; Regattieri sostenne il ruolo di Lazzaro.
Le riprese furono effettuate nella città di São Roque do Canaã in Brasile.